# Anna Rudolf
Anna Rudolf (Miskolc, 12 novembre 1987) è una scacchista ungherese, maestro internazionale e grande maestro femminile.
Ha vissuto durante l'infanzia a Bátaszék, una piccola città nel sud dell'Ungheria. Ha iniziato a giocare a scacchi all'età di quattro anni assieme alla sorella Kata. Fin da giovane si è messa in mostra come una delle migliori giocatrici ungheresi: ha vinto il Campionato ungherese femminile di scacchi nel 2008, 2010 e 2011.
Fa parte della squadra nazionale femminile ungherese che prende parte alle Olimpiadi dal 2008 e al Campionato europeo a squadre dal 2009.
Popolare nell'ambiente scacchistico, pubblica contenuti su Youtube e su Twitch ed è stata commentatrice in diversi eventi maggiori, tra i quali il campionato del mondo del 2016. Ha la qualifica di istruttore FIDE.

## Vita privata
Ha studiato russo e inglese all'Università di Pécs. Dal 2010 vive a Madrid.